# Ilijaš
Ilijaš (en serbe cyrillique : Илијаш) est une ville et une municipalité de Bosnie-Herzégovine située dans le canton de Sarajevo et dans la fédération de Bosnie-et-Herzégovine. Selon les premiers résultats du recensement bosnien de 2013, la ville intra muros compte 5 189 habitants et la municipalité 20 504.

## Géographie
Ilijaš se trouve à 15 km environ du centre de Sarajevo, dans la vallée de la rivière Bosna, au bord de la Misoča, peu avant la confluence de cette rivière avec la Bosna. Au nord de la municipalité se dressent les sommets de la Čemerska planina, à 1 466 m ; le mont Bukovik (1 532 m) est le point culminant de la municipalité. Cette municipalité est entourée par celles d'Olovo et de Vareš au nord, de Breza et de Visoko à l'ouest, d'Ilidža, de Vogošća, de Centar (Sarajevo) et de Stari Grad (Sarajevo) au sud et de Sokolac à l'est.

## Histoire
Après la guerre de Bosnie-Herzégovine et à la suite des accords de Dayton (1995), la plus grande partie de la municipalité d'Ilijaš a été intégrée dans la fédération de Bosnie-et-Herzégovine.

## Localités

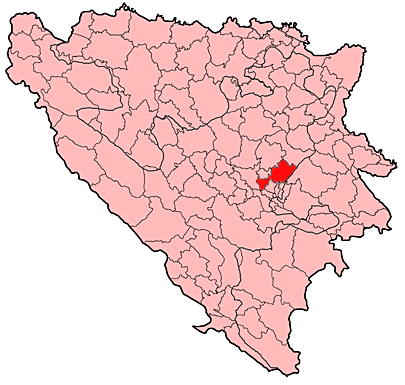
Localisation de la municipalité d'Ilijaš en Bosnie-Herzégovine

La municipalité d'Ilijaš compte 74 localités :
| - Balibegovići - Banjer - Bokšići - Buljetovina - Čemernica - Četojevići - Donja Bioča - Donja Misoča - Donje Selo - Donji Čevljanovići - Dragoradi - Draževići - Duboki Potok - Duševine - Gajevi - Gajine - Gojanovići - Gornja Bioča - Gornja Misoča | - Gornji Čevljanovići - Hadžići - Han Karaula - Han Šići - Homar - Ilijaš - Ivančići - Kadarići - Kamenica - Karaula - Korita - Košare - Kožlje - Krčevine - Krivajevići - Kunosići - Lađevići - Lipnik - Luka | - Luka kod Stublina - Lješevo - Ljubina - Ljubnići - Malešići - Medojevići - Moševići - Mrakovo - Nišići - Odžak - Ozren - Podlipnik - Podlugovi - Popovići - Rakova Noga - Ribarići - Rudnik Čevljanovići - Solakovići - Sovrle | - Srednje - Stomorine - Stubline - Sudići - Šabanci - Taračin Do - Velika Njiva - Vidotina - Vilić - Visojevica - Višnjica - Vladojevići - Vlaškovo - Vrutci - Vukasovići - Zakutnica - Zlotege |

## Démographie

### Villeintra muros

#### Évolution historique de la population dans la villeintra muros
| 1948 | 1953 | 1961  | 1971  | 1981  | 1991  | 2013  |
| ---- | ---- | ----- | ----- | ----- | ----- | ----- |
| -    | -    | 3 824 | 4 668 | 5 946 | 6 833 | 5 189 |

|  |

### Municipalité

#### Évolution historique de la population dans la municipalité
| 1971   | 1981   | 1991   | 2013   |
| ------ | ------ | ------ | ------ |
| 23 007 | 24 316 | 25 184 | 20 504 |

#### Répartition de la population par nationalités dans la municipalité (1991)
En 1991, sur un total de 25 184 habitants, la population se répartissait de la manière suivante :

## Politique
À la suite des élections locales de 2012, les 25 sièges de l'assemblée municipale se répartissaient de la manière suivante :
| Parti                                                               | Sièges |
| ------------------------------------------------------------------- | ------ |
| Parti d'action démocratique (SDA)                                   | 9      |
| Parti social-démocrate (SDP)                                        | 4      |
| Alliance pour un meilleur avenir de la Bosnie-Herzégovine (SBB BiH) | 4      |
| Force de la Bosnie                                                  | 2      |
| Stranka za srednje (SZR)                                            | 2      |
| Parti libéral-démocrate de Bosnie-et-Herzégovine (LDS)              | 2      |
| Parti patriotique de Bosnie-Herzégovine-Sefer Halilović (BPS)       | 1      |
| Union sociale-démocrate de Bosnie-Herzégovine (SDU)                 | 1      |

Akif Fazlić, membre du Parti d'action démocratique (SDA), a été élu maire de la municipalité.